# John B. Goodenough
John Bannister Goodenough (n. 25 iulie 1922, Jena, Republica de la Weimar – d. 25 iunie 2023, Austin, Texas, SUA) a fost un profesor american, specializat în fizica solidului. A fost profesor de inginerie mecanică și știința materialelor la University of Texas din Austin, Texas. A fost distins cu Premiul Nobel pentru Chimie (2019), împreună cu M. Stanley Whittingham și Akira Yoshino, „pentru dezvoltarea acumulatorului litiu-ion”.
A absolvit matematica la Yale, apoi a efectuat serviciu ca meteorolog militar în al doilea război mondial. A efectuat doctoratul în fizică cu Clarence Zener la Universitatea din Chicago și a devenit cercetător la MIT Lincoln Laboratory. Ulterior a devenit director al Inorganic Chemistry Laboratory de la Universitatea Oxford. Din 1986 a predat la departamentul de inginerie de la Universitatea din Texas la Austin.